# Championnats du monde juniors d'athlétisme 2021
Navigation
Édition précédente Édition suivante
La 18e édition des Championnats du monde juniors d'athlétisme se déroule du 18 au 22 août 2021 à Nairobi, au Kenya.
Prévue du 7 au 12 juillet 2020, la compétition est reportée en 2021 en raison de la Pandémie de Covid-19.

## Organisation

### Sélection de la ville hôte
La ville de Nairobi est sélectionnée le 26 juillet 2018 lors du conseil de l'IAAF à Buenos Aires. La capitale kényane avait organisé la dernière édition des championnats du monde jeunesse, en 2017.

### Site des compétitions
Les épreuves se déroulent au sein du Nyayo National Stadium, d'une capacité de 45 000 spectateurs.

## Participation
116 pays participent à ces championnats du monde juniors, contre 156 lors de l'édition précédente en 2018. Parmi les principaux pays absents figurent les États-Unis. 

## Résultats

### Hommes
| Épreuves                  | Or | Argent                                                                                | Bronze                                                                                    |
| ------------------------- | --- | ------------------------------------------------------------------------------------- | ----------------------------------------------------------------------------------------- |
| 100 m (- 0,2 m/s)         | Letsile Tebogo 10 s 19                                                                                    | Benjamin Richardson 10 s 28                                                           | Shainer Rengifo 10 s 32                                                                   |
| 200 m (+ 0,5 m/s)         | Udodi Chudi Onwuzurike 20 s 21 NU20J                                                                      | Letsile Tebogo 20 s 38                                                                | Sinesipho Dambile 20 s 48 SB                                                              |
| 400 m                     | Anthony Pesela 44 s 58 CR                                                                                 | Luis Avilés Ferreiro 44 s 95 NU20J                                                    | Antonie Matthys Nortje 45 s 32 PB                                                         |
| 800 m                     | Emmanuel Wanyonyi 1 min 43 s 76 CR                                                                        | Mohamed Ali Gouaned 1 min 44 s 45 NU20J                                               | Noah Kibet 1 min 44 s 88 PB                                                               |
| 1 500 m                   | Vincent Kibet Keter 3 min 37 s 24                                                                         | Wegene Addisu 3 min 37 s 86                                                           | Melkeneh Azize 3 min 40 s 22                                                              |
| 3 000 m                   | Tadese Worku 7 min 42 s 09 CR                                                                             | Ali Abdilmana 7 min 44 s 55 PB                                                        | Habtom Samuel 7 min 52 s 69 PB                                                            |
| 5 000 m                   | Benson Kiplangat 13 min 20 s 37 PB                                                                        | Tadese Worku 13 min 20 s 65                                                           | Levy Kibet 13 h 26 min 1 s PB                                                             |
| 110 m haies 99,0 cm       | Sasha Zhoya 12 s 72 WU20R                                                                                 | Vashaun Vascianna 13 s 25 PB                                                          | Jakub Szymański 13 s 43 PB                                                                |
| 400 m haies               | Berke Akçam 49 s 38 NU20R                                                                                 | Denis Novoseltsev 49 s 62 PB                                                          | Devontie Archer 49 s 78 PB                                                                |
| 3 000 m steeple           | Amos Serem 8 min 30 s 72                                                                                  | Tadese Takele 8 min 33 s 15                                                           | Simon Koech 8 min 34 s 79                                                                 |
| 10 000 m marche           | Heristone Wanyonyi 42 min 10 s 84 PB                                                                      | . Amit 42 min 17 s 94                                                                 | Paul McGrath 42 min 26 s 11 PB                                                            |
| 4 × 100 m                 | Afrique du Sud Mihlali Xhotyeni Sinesipho Dambile Letlhogonolo Moleyane Benjamin Richardson 38 s 51 WU20R | Jamaïque Alexavier Monfries Bryan Levell Andrew Gilipps Sandrey Davison 38 s 61 AU20R | Pologne Dominik Łuczyński Patryk Krupa Jakub Pietrusa Oliwer Wdowik 38 s 90 AU20R         |
| 4 × 400 m                 | Botswana Collen Kebinatshipi Anthony Pesela Oreeditse Masede Phenyo Bongani Majama 3 min 5 s 22           | Jamaïque Malachi Johnson Jeremy Bembridge Tahj Hamm Devontie Archer 3 min 5 s 76      | Kenya Joshua Wanyonyi Elkanah Kiprotich Chemelil Kennedy Kimeu Peter Kithome 3 min 5 s 94 |
| Saut en hauteur           | Yonathan Kapitolnik 2,26 m PB                                                                             | Massimiliano Luiu 2,17 m PB                                                           | Mateusz Kołodziejski 2,17 m                                                               |
| Saut à la perche          | Matvei Volkov 5,45 m                                                                                      | Juho Alasaari 5,35 m                                                                  | Kyle Rademeyer 5,30 m                                                                     |
| Saut en longueur          | Erwan Konaté 8,12 m WU20L                                                                                 | Jhon Andres Berrio 7,97 m NU20R                                                       | Kavian Kerr 7,90 m PB                                                                     |
| Triple saut               | Gabriel Wallmark 16,43 m NU20R                                                                            | Jaydon Hibbert 16,05 m PB                                                             | Simon Gore 15,85 m PB                                                                     |
| Lancer du poids 6 kg      | Juan Carley Vázquez 19,73 m                                                                               | Yauheni Bryhi 19,70 m PB                                                              | Jephté Vogel 19,16 m                                                                      |
| Lancer du disque 1,750 kg | Mykolas Alekna 69,81 m CR                                                                                 | Ralford Mullings 66,68 m PB                                                           | Raman Khartanovitch 62,19 m PB                                                            |
| Lancer du marteau 6 kg    | Jan Doležálek 77,83 m NU20R                                                                               | Orestis Ntousakis 77,78 m                                                             | Jean-Baptiste Bruxelle 77,70 m                                                            |
| Lancer du javelot         | Janne Läspä 76,46 m                                                                                       | Artur Felfner 76,32 m                                                                 | Chinecherem Nnamdi 74,48 m                                                                |
| Décathlon junior          | František Doubek 8 169 points                                                                             | Jente Hauttekeete 8 053 points                                                        | Jose San Pastor 7 430 points                                                              |

### Femmes
| Épreuves          | Or                                                                                             | Argent                                                                                        | Bronze                                                                                  |
| ----------------- | ---------------------------------------------------------------------------------------------- | --------------------------------------------------------------------------------------------- | --------------------------------------------------------------------------------------- |
| 100 m (- 0,6 m/s) | Tina Clayton 11 s 09 PB                                                                        | Beatrice Masilingi 11 s 39                                                                    | Melissa Gutschmidt 11 s 51                                                              |
| 200 m             | Christine Mboma 21 s 84 CR                                                                     | Beatrice Masilingi 22 s 18 PB                                                                 | Favour Ofili 22 s 23 NU20R                                                              |
| 400 m             | Imaobong Nse Uko 51 s 55 PB                                                                    | Kornelia Lesiewicz 51 s 97 PB                                                                 | Sylvia Chelangat 52 s 23 PB                                                             |
| 800 m             | Ayal Dagnachew 2 min 2 s 96                                                                    | Valentina Rosamilia 2 min 4 s 29                                                              | Elli Eftychia Deligianni 2 min 4 s 66                                                   |
| 1 500 m           | Purity Chepkirui 4 min 16 s 07                                                                 | Diribe Welteji 4 min 16 s 39                                                                  | Winnie Jemutai 4 min 18 s 99                                                            |
| 3 000 m           | Teresiah Muthoni Gateri 8 min 57 s 78                                                          | Zenah Jemutai Yego 8 min 59 s 59                                                              | Melknat Wudu 9 min 0 s 12 PB                                                            |
| 5 000 m           | Mizan Alem 16 min 5 s 61                                                                       | Zenah Cheptoo 16 min 29 s 44                                                                  | Carla Domínguez 16 min 45 s 79                                                          |
| 3 000 m steeple   | Jackline Chepkoech 9 min 27 s 40 PB                                                            | Zerfe Wondemagegn 9 min 35 s 22                                                               | Faith Cherotich 9 min 44 s 76                                                           |
| 100 m haies       | Ackera Nugent 12 s 95                                                                          | Anna Maria Millend 13 s 45                                                                    | Anna Tóth 13 s 58                                                                       |
| 400 m haies       | Heidi Salminen 56 s 94 PB                                                                      | Ludivine Aubert 57 s 16 PB                                                                    | Savannah Sutherland 57 s 27 PB                                                          |
| 4 × 100 m         | Jamaïque Serena Cole Tina Clayton Kerrica Hill Tia Clayton 42 s 94 WU20R                       | Namibie Ndawana Haitembu Beatrice Masilingi Nandi Tjanjeua Vass Christine Mboma 43 s 76 NU20R | Nigeria Praise Ofoku Favour Ofili Anita Taviore Tima Godbless 43 s 90 PB                |
| 4 × 400 m         | Nigeria Opeyemi Deborah Oke Imaobong Nse Uko Ella Onojuvwevwo Favour Ofili 3 min 31 s 46 WU20L | Jamaïque Annalee Robinson Aalliyah Francis Alliah Baker Daena Dyer 3 min 36 s 57 PB           | Italie Alessandra Iezzi Federica Pansini Angelica Ghergo Alexandra Almici 3 min 37 s 18 |
| 10 000 m marche   | Sofia Ramos Rodríguez 46 min 23 s 01                                                           | Maële Biré-Heslouis 47 min 43 s 87                                                            | Eliška Martínková 47 min 46 s 28                                                        |
| Saut en longueur  | Maja Åskag 6,60 m PB                                                                           | Shaili Singh 6,59 m                                                                           | Mariia Horielova 6,50 m PB                                                              |
| Triple saut       | Maja Åskag 13,75 m                                                                             | Tessy Ebosele 13,63 m PB                                                                      | Darja Sopova 13,60 m                                                                    |
| Saut en hauteur   | Natalya Spiridonova 1,91 m PB                                                                  | Marithe-Thérèse Engondo 1,89 m NU20R                                                          | Styliana Ioannidou 1,87 m NU20R                                                         |
| Saut à la perche  | Mirè Reinstorf 4,15 m AU20R                                                                    | Elise Russis 4,15 m                                                                           | Heather Abadie 4,05 m                                                                   |
| Lancer du poids   | Miné de Klerk 17,40 m                                                                          | Pinar Akyol 16,72 m                                                                           | Dane Roets 15,61 m                                                                      |
| Lancer du disque  | Violetta Ignatyeva 57,84 m                                                                     | Miné de Klerk 53,50 m AU20R                                                                   | Alina Nikitsenka 51,47 m                                                                |
| Lancer du marteau | Silja Kosonen 71,64 m CR                                                                       | Rose Loga 67,11 m                                                                             | Maryola Bukel 65,20 m                                                                   |
| Lancer du javelot | Adriana Vilagoš 61,46 m WU20L                                                                  | Elína Tzéngko 59,60 m                                                                         | Yiselena Ballar Rojas 55,48 ù                                                           |
| Heptathlon        | Saga Vanninen 5 997 points                                                                     | Pippi Lotta Enok 5 746 points                                                                 | Sabina Szűcs 5 674 points                                                               |

### Mixtes
| Épreuves  | Or                                                                                           | Argent                                                                                          | Bronze                                                                           |
| --------- | -------------------------------------------------------------------------------------------- | ----------------------------------------------------------------------------------------------- | -------------------------------------------------------------------------------- |
| 4 × 400 m | Nigeria Johnson Nnamani Imaobong Nse Uko Opeyemi Deborah Oke Bamidele Ajayi 3 min 19 s 70 CR | Pologne Michał Wróbel Kornelia Lesiewicz Alicja Kaczmarek Patryk Grzegorzewicz 3 min 19 s 80 SB | Inde Barath Sridhar Priya Habbathanahalli Mohan . Summy . Kapil 3 min 20 s 60 SB |

## Tableau des médailles
Classement final.
| Rang  | Nation                     | Or | Argent | Bronze | Total |
| ----- | -------------------------- | -- | ------ | ------ | ----- |
| 1     | Kenya                      | 8  | 1      | 7      | 16    |
| 2     | Finlande                   | 4  | 1      | 0      | 5     |
| 3     | Nigeria                    | 4  | 0      | 3      | 7     |
| 4     | Éthiopie                   | 3  | 7      | 2      | 12    |
| 5     | Jamaïque                   | 3  | 6      | 2      | 11    |
| 6     | Afrique du Sud             | 3  | 2      | 4      | 9     |
| 7     | Botswana                   | 3  | 1      | 0      | 4     |
| 8     | Suède                      | 3  | 0      | 0      | 3     |
| 9     | France                     | 2  | 4      | 2      | 8     |
| -     | Athlètes neutres autorisés | 2  | 1      | 0      | 3     |
| 10    | Tchéquie                   | 2  | 0      | 1      | 3     |
| 11    | Namibie                    | 1  | 3      | 0      | 4     |
| 12    | Biélorussie                | 1  | 1      | 3      | 5     |
| 13    | Mexique                    | 1  | 1      | 0      | 2     |
| 13    | Turquie                    | 1  | 1      | 0      | 2     |
| 15    | Cuba                       | 1  | 0      | 2      | 3     |
| 16    | Israël                     | 1  | 0      | 0      | 1     |
| 16    | Lituanie                   | 1  | 0      | 0      | 1     |
| 16    | Serbie                     | 1  | 0      | 0      | 1     |
| 19    | Pologne                    | 0  | 2      | 3      | 5     |
| 20    | Suisse                     | 0  | 2      | 2      | 4     |
| 21    | Grèce                      | 0  | 2      | 1      | 3     |
| 21    | Inde                       | 0  | 2      | 1      | 3     |
| 23    | Estonie                    | 0  | 2      | 0      | 2     |
| 24    | Espagne                    | 0  | 1      | 2      | 3     |
| 25    | Italie                     | 0  | 1      | 1      | 2     |
| 25    | Ukraine                    | 0  | 1      | 1      | 2     |
| 27    | Algérie                    | 0  | 1      | 0      | 1     |
| 27    | Belgique                   | 0  | 1      | 0      | 1     |
| 27    | Colombie                   | 0  | 1      | 0      | 1     |
| 30    | Canada                     | 0  | 0      | 2      | 2     |
| 30    | Hongrie                    | 0  | 0      | 2      | 2     |
| 32    | Chypre                     | 0  | 0      | 1      | 1     |
| 32    | Érythrée                   | 0  | 0      | 1      | 1     |
| 32    | Lettonie                   | 0  | 0      | 1      | 1     |
| 32    | Ouganda                    | 0  | 0      | 1      | 1     |
| Total | Total                      | 45 | 45     | 45     | 135   |